# Paskal I.
Paskal I., papa od 25. siječnja 817. do 11. veljače 824. godine.

## Životopis
Rodio se u rimskoj aristokratskoj obitelji. Papom je postao dan nakon smrti svog prethodnika Stjepana IV., kada ga je aklamacijom izabralo rimsko svećenstvo. Nastojeći održati dobre odnose s franačkom državom, smjesta je poslao poruku caru Luju Pobožnom, a on mu je odgovorio m dokumentom kojim mu priznaje sva prava i ovlasti i prepušta Papi otoke Sardiniju i Korziku. Taj dokument je prvi sačuvani službeni dokument u Vatikanskoj pismohrani. 
Na Uskrs 823. g. okrunio je Lotara I. za vladara Italije. Nakon što je Lotar otišao iz Rima dogodio se zločin nad dvojicom njegovih pristaša. Zbog tih ubojstava se morao opravdavati i sam Papa, i to pred 34 biskupa. Za vrijeme njegovog pontifikata oko 2.000 mučeničkih relikvija je prenijeto iz katakomba u mnoge crkve. 
Dao je obnoviti baziliku svete Cecilije u Trastevereu. Također je dao obnoviti crkvu sv. Praksede, u kojoj je dao izraditi mozaik nazvan Episcopa Theodora posvećen vlastitoj majci. Umro je 11. veljače 824. godine, pokopan je u crkvi sv. Praksede. Proglašen jee svetim, a spomendan mu se obilježava 11. veljače.